# Magwe Football Club
El Magwe Football Club (birmà မကွေး ဘောလုံး အသင်း) és un club de futbol birmà de la ciutat de Yangon. Fins a l'any 2012 fou anomenat Magway Football Club.

## Palmarès
- sense títols destacats